# Diuretici
Diuretici sono tutti i farmaci che determinano un aumento della diuresi, cioè della produzione di urina.
Vengono utilizzati in caso di edema, ipertensione, insufficienza cardiaca. Questi farmaci furono introdotti in terapia negli anni venti del secolo scorso, quando l'impiego dei mercuriali venne esteso dalla cura della sifilide al trattamento degli edemi, indipendentemente dalla loro patogenesi. Questi farmaci, derivati del mercurio, furono successivamente abbandonati a causa della loro tossicità.
A partire dagli anni quaranta, vennero introdotte altre classi di diuretici con proprietà diverse e con differente meccanismo d'azione.
Una leggera diuresi può essere ottenuta con misure dietetiche. Il trattamento non può prescindere da una dieta povera di cloruro di sodio. Nella fase di regressione degli edemi bisogna seguire attentamente la perdita di peso, che non deve superare il chilogrammo al giorno, e occorre assicurare una profilassi alla trombosi.

## Uso clinico
In medicina, i diuretici sono usati per trattare l'insufficienza cardiaca, la cirrosi epatica, l'ipertensione,  l'avvelenamento da acqua e alcune malattie renali. Alcuni diuretici, come l'acetazolamide, aiutano a rendere l'urina più alcalina e sono utili per aumentare l'escrezione di sostanze come l'aspirina in caso di sovradosaggio o avvelenamento. I diuretici sono spesso abusati da coloro che hanno disturbi alimentari, specialmente bulimici, nel tentativo di perdere peso.
Le azioni antipertensive di alcuni diuretici (tiazidici e diuretici dell'ansa in particolare) sono indipendenti dal loro effetto diuretico.

### Insufficienza cardiaca
In caso di insufficienza cardiaca:
- Lieve: se la clearance renale è conservata, si possono utilizzare i tiazidici, i quali inducono una vasodilatazione che può essere sufficiente per risolvere il problema quando il danno cardiovascolare non è severo.
- Avanzata: i diuretici dell'ansa diventano lo strumento di prima scelta.

### Insufficienza renale
In caso di insufficienza renale o anche di sindrome nefrosica, si utilizzano principalmente i diuretici dell'ansa.

### Cirrosi
In situazioni di cirrosi, in partenza si può usare lo spironolattone, che si può rivelare sufficiente. Altrimenti si può associare un altro diuretico (tiazidico se il rene è funzionante, altrimenti un diuretico dell'ansa se il rene è danneggiato).

## Famiglie farmacologiche
Oggi i diuretici vengono correntemente classificati in base al sito d'azione a livello del nefrone.
Si riescono ad individuare pertanto le seguenti classi, con i rispettivi tratti del nefrone dove agiscono:
- Inibitori dell'anidrasi carbonica e diuretici osmotici, a livello del tubulo contorto prossimale.
- Diuretici ad alto tetto, a livello dell'ansa di Henle.
- Tiazidici, a livello del tubulo contorto distale.
- Risparmiatori del potassio, a livello dei dotti collettori.

### Tiazidici e analoghi
Determinano un'eliminazione idrosalina (per questo i francesi li chiamano saluretiques).
Bloccano il trasporto di NaCl nel tubulo contorto distale del rene, cosa che permette di eliminare il 15% di sodio filtrato dal glomerulo. Agiscono anche per una filtrazione glomerulare inferiore a 30 ml/min.
Comportano anche una perdita di potassio.
Le sostanze di questa famiglia si differenziano per la loro durata d'azione, dalle 12-24 h dell'idroclorotiazide alle 48 h del clortalidone.

### Diuretici dell'ansa
Bloccano il trasportatore Na+/K+/2Cl- nel ramo ascendente dell'ansa di Henle, cosa che permette di eliminare il 40% del sodio filtrato a livello glomerulare.
La furosemide è attiva anche per filtrati inferiori a 5 ml/min.
Nel corso di un trattamento con diuretici dell'ansa, la loro attività si può ridurre a causa dell'aumento compensatorio del riassorbimento nei tubuli distali. Altre cause di resistenza a tali diuretici sono l'iponatriemia o l'uso di farmaci antinfiammatori non steroidei. Se esiste una resistenza, piuttosto che aumentare la dose del diuretico dell'ansa, è meglio associare un tiazidico: questo permette un blocco sequenziale nel nefrone, che permette la ripresa della diuresi.
A tal proposito è opportuno sorvegliare la kaliemia e la magnesiemia e, nel caso, aumentare l'introito di tali sali.
Tutti i diuretici dell'ansa hanno un'azione rapida ma di durata relativamente corta.
L'acido etacrinico, in particolare, presenta importanti effetti collaterali di tipo ototossico: tinnito, vertigini e perdita dell'udito.

### Diuretici risparmiatori di potassio
Bloccano il riassorbimento di sodio e la secrezione di potassio, fatto, quest'ultimo, che risulta essere un importante effetto indesiderato delle due precedenti classi di diuretici.
I risparmiatori di potassio hanno un effetto diuretico moderato e per tal motivo non sono usati in monoterapia, ma vengono associati a tiazidici.
Sono controindicati con gli ACE-inibitori per il pericolo di un'iperkaliemia.
Si distinguono
- Antagonisti dell'aldosterone, come lo spironolattone
- Risparmiatori indipendenti dall'aldosterone: amiloride, triamterene

Lo spironolattone, in associazione alla triterapia (iACE, diuretici, digitalici) diminuisce la mortalità dell'insufficienza cardiaca agli stadi NYHA III e IV.

### Inibitori dell'anidrasi carbonica
Avendo un effetto diuretico molto meno efficace rispetto ai diuretici dell'ansa e ai tiazidici, questi farmaci (il cui capostipite è l'acetazolamide), la cui azione principale è quella di inibire l'enzima anidrasi carbonica a livello del tubulo prossimale renale, sono in uso per altre loro azioni farmacologiche: sono infatti impiegati nel trattamento cronico del glaucoma da soli o in associazione alla pilocarpina.
L'acetozolamide si è altresì mostrata efficace come farmaco antiepilettico (grande male e piccolo male), da sola o in associazione ad altri farmaci.

### Diuretici osmotici
Sono sostanze idrofile che vengono filtrate attraverso il glomerulo renale trasportando per osmosi acqua nel liquido tubulare e che vengono successivamente riassorbite dai tubuli renali solo in minima quantità. Tra di esse le più importanti sono il mannitolo e l'urea. Provocano quindi soprattutto escrezione di acqua piuttosto che di ioni sodio: per questo motivo non trovano impiego contro la ritenzione di sodio.
I diuretici osmotici sono indicati all'ingestione di sostanze tossiche o che possono dare insufficienza renale acuta ed altresì in corso di edema cerebrale.

### Diuretici mercuriali
Sostanze inorganiche o metallorganiche a base di mercurio oggi non più utilizzate a causa degli elevati effetti collaterali da intossicazione da sali di mercurio.

## Meccanismo d'azione
I diuretici sono strumenti di notevole importanza terapeutica. Innanzitutto, riducono efficacemente la pressione sanguigna. I diuretici dell'ansa e dei tiazidici sono secreti dal tubulo prossimale attraverso il trasportatore di anioni organici-1 ed esercitano la loro azione diuretica rispettivamente legandosi al cotrasportatore Na -K- 2Cl di tipo 2 nel ramo ascendente spesso e il cotrasportatore Na-Cl nel tubulo contorto distale. La classificazione dei diuretici comuni e dei loro meccanismi di azione è la seguente:
|                                                                           | Esempi                                                         | Meccanismo | Localizzazione (numerata in distanza lungo il nefrone) |
| ------------------------------------------------------------------------- | -------------------------------------------------------------- | --- | ------------------------------------------------------ |
| –                                                                         | etanolo, acqua                                                 | Inibisce la secrezione di vasopressina |                                                        |
| Sali acidificanti                                                         | cloruro di calcio, cloruro di ammonio                          | |                                                        |
| Antagonisti del recettore di vasopressina recettore 2                     | amfootericina B, litio                                         | Inibisce l'azione della vasopressina | 5. dotto collettore                                    |
| Antagonista selettivo della vasopressina V2 (a volte chiamato aquaretici) | tolvaptan, conivaptan                                          | L'antagonismo competitivo della vasopressina porta a un ridotto numero di canali di acquaporina nella membrana apicale dei dotti di raccolta renale nei reni, causando un ridotto riassorbimento di acqua. Ciò provoca un aumento dell'escrezione di acqua libera renale (aquaresis), un aumento della concentrazione sierica di sodio, una diminuzione dell'osmolalità delle urine e un aumento della produzione di urina. | 5. dotto collettore                                    |
| Antagonisti dello scambiatore Na-H                                        | dopamina                                                       | Promuove l'escrezione di Na + | 2. tubulo prossimale                                   |
| Inibitori dell'anidrasi carbonica                                         | acetazolamide, dorzolamide                                     | Inibisce la secrezione di H +, la conseguente promozione dell'escrezione di Na + e K + | 2. tubulo prossimale                                   |
| Diuretici dell'ansa                                                       | bumetanide, ethacrynic acid, furosemide, torsemide             | Inibisce il cotrasportatore Na-K-2Cl | 3. ramo ascendente spesso midollare                    |
| Diuretici Osmotici                                                        | glucosio (specialmente nel diabete non controllato), mannitolo | Promuove la diuresi osmotica | 2.tubulo prossimale, ramo discendente                  |
| Diuretici risparmiatori di potassio                                       | amiloride, spironolattone, eplerenone, triamterene, canrenone. | Inibizione della pompa Na + / K +: lo spironolattone inibisce l'azione dell'aldosterone, l'amiloride inibisce i canali epiteliali del sodio | 5. dotto collettore                                    |
| Diuretici tiazidici                                                       | bendroflumetiazide, idroclorotiazide                           | Inibisce il riassorbimento del Simporto sodio/cloro | 4. tubuli contorti distali                             |
| Xantina                                                                   | caffeina, teofillina, theobromine                              | Inibisce il riassorbimento di Na +, aumenta la velocità di filtrazione glomerulare | 1. tubulo prossimale                                   |

Chimicamente, i diuretici sono un gruppo diversificato di composti che stimolano o inibiscono vari ormoni che si verificano naturalmente nel corpo per regolare la produzione di urina da parte dei reni.
Poiché un diuretico è qualsiasi sostanza che promuove la produzione di urina, gli acquaretici che causano l'escrezione di acqua libera sono una sottoclasse. Ciò include tutte le preparazioni acquose ipotoniche, tra cui acqua pura, tè neri e verdi e tè preparati con farmaci a base di erbe. Ogni dato farmaco a base di erbe includerà una vasta gamma di composti derivati dalle piante, alcuni dei quali saranno farmaci attivi che possono anche avere un'azione diuretica indipendente.

## Effetti avversi
I principali effetti avversi dei diuretici sono ipovolemia, ipokaliemia, iperkaliemia, iponatremia, alcalosi metabolica, acidosi metabolica e iperuricemia.
| Effetti avversi     | Diuretici                                         | Sintomi |
| ------------------- | ------------------------------------------------- | --- |
| ipovolemia          | - diuretici dell'ansa - tiazidici                 | - stanchezza - sete - crampi muscolari - ipotensione                                                                                                   |
| ipokaliemia         | - acetazolamide - diuretici dell'ansa - tiazidici | - debolezza muscolare - paralisi - aritmia |
| iperkaliemia        | - amiloride - triamterene - spironolattone        | - aritmia - crampi muscolari - paralisi |
| iponatriemia        | - tiazidici - furosemide                          | Sintomi SNC: coma |
| alcalosi metabolica | - diuretici dell'ansa - tiazidici                 | - Aritmia - Sintomi SNC |
| acidosi metabolica  | - acetazolamide - amiloride - triamterene         | - Respirazione di Kussmaul - debolezza muscolare - letargia - coma - convulsioni - stupore                                                             |
| ipercalcemia        | - tiazidici                                       | - gotta - calcificazione dei tessuti - fatica - depressione - confusione - anoressia - nausea - vomito - stipsi - pancreatite - aumento della minzione |
| iperuricemia        | - tiazidici - diuretici dell'ansa                 | - gotta |